# El ruido y la furia
El ruido y la furia (el original en inglés: The Sound and the Fury) es la cuarta novela del autor estadounidense William Faulkner, publicada en 1929. Cuando fue traducida por primera vez al castellano se tituló como El sonido y la furia; el traductor omitió la referencia que Faulkner usó, un verso de Macbeth cuya traducción menos cacofónica en nuestra lengua ha sido "Ruido y Furia". El verso que inspiró al escritor describe la vida como una historia contada por un discapacitado mental, lo cual es una síntesis de esta novela.

## Explicación del título
El título de la novela alude a un soliloquio del acto 5, escena 5 del Macbeth de Shakespeare. A continuación presentamos una traducción acompañada de indicaciones sobre el texto realizadas por Elizabeth Kerr, entre paréntesis:
Mañana, y mañana y mañana

Se desliza en este mezquino paso de día a día,
A la última sílaba del tiempo testimoniado:
Y todos nuestros ayeres han testimoniado a los tontos
El camino a la muerte polvorienta (el señor Compson) Muere, muere vela fugaz!
La vida no es más que una sombra andante (Quentin) actor deficiente
Que apuntala (Jason) y realza (la señora Compson) su hora en el escenario
Y después ya no se escucha más. Es un cuento
Relatado por un idiota (Benjy), lleno de ruido y furia,

Sin significado alguno.
La referencia más evidente es la de Benjy (el relato contado por un idiota), pero como puede observarse, los miembros del clan Compson parecen estar también aludidos en este fragmento. La referencia a “el camino a una muerte polvorienta” alude al destino general de los Compson, la aristocrática familia sureña cuya decadencia y desaparición es narrada en la novela.

## Traducción en español
El escritor Augusto Monterroso, en su artículo «Sobre la traducción de algunos títulos», cuestiona la traducción que se le ha hecho al verso de Macbeth de Shakespeare que fue tomado por Faulkner para llamar así a su obra. Aunque al principio se hizo una traducción literal (Sound por sonido, el sonido y la furia) luego se tradujo por ruido. Quedando entonces (Full of) sound and fury por ruido y la furia.  Este título se ha utilizado popularmente para denominar algo enérgico, fuerte, feroz y se ha relacionado así el título con el significado de la obra. Lo que no se ha tenido en cuenta es el significado que el propio verso tiene en el soliloquio del drama de Shakespeare, el cual describe la vida como un cuento contado por un idiota. El mismo Shakespeare lo dice: signifying nothing, mere words. Traducido al español, según el diccionario, esto quiere decir meras palabras ‘bla, bla, bla’ es decir, lo que dice un idiota. Podríamos decir que Faulkner sabía esto, ya que el primer bloque de la novela es narrada por un idiota, Benjy, el hermano retrasado mental de 33 años pero con la mente y el comportamiento de un niño de 3 años. En esta primera parte ya el mismo personaje y narrador nos cuenta o sintetiza toda la novela mediante impresiones suyas y diálogos entrecortados. Es un estilo fragmentado pero los bloques siguientes van complementando y explicando la historia hasta que el lector encuentra un significado global.

## Argumento

### Introducción temática
Novela influida por Ulises de James Joyce, narra la decadencia y destrucción final de un viejo linaje del tradicionalista sur de Estados Unidos (el famoso Deep South) o sur profundo, desde el punto de vista de los últimos sobrevivientes degenerados de dicha familia. Los Compson, protagonistas de la decadencia familiar, son presentados en las voces de tres de sus miembros y de Dilsey, la sirvienta negra, considerada como de la familia por la cantidad de años que lleva al lado de ellos. De este modo, cada una de las secciones del libro son algo así como el testimonio de uno de los Compson.
La primera sección es la relatada por Benjy, un retrasado mental para quien el mundo, su mundo, se basa más en percepciones que en personas y objetos. La segunda sección es la relatada por Quentin Compson, hermano del anterior, poco antes de suicidarse en Harvard, Massachusetts. La tercera parte es relatada por Jason, también hermano de los anteriores. La cuarta parte, según el propio Faulkner, es la única que no es relatada por un miembro del clan Compson, sino por él mismo. Esta última parte, sin embargo, está construida como un punto de vista de tercera persona focalizada en Dilsey, la sirviente negra de la familia Compson. Esta sección permite reordenar y dar sentido a las acciones y pensamientos de los demás personajes. Existe un personaje Compson que no relata, Candace (Caddy), la hermana de los otros tres Compson, sin embargo varios lectores y el propio Faulkner coinciden en que ella es la verdadera heroína de la novela. 
Esta estructura narrativa dota a la novela de una sensación polifónica, en la cual los hechos son presentados bajo el punto de vista de distintos narradores con su peculiar manera de ver los mismos hechos que se narran en el fondo.

### Cronología
Las narraciones de los protagonistas giran en torno a hechos relacionados cronológicamente, pero presentados de manera no lineal, como si Faulkner hubiese querido brindarnos cuatro fechas representativas y que simbolizan hitos importantes en la descomposición del linaje de los Compson. 
- Parte 1: 7 de abril de 1928, narrada por Benjamin Compson (Benjy).

- Parte 2: 2 de junio de 1910, narrada por Quentin Compson.

- Parte 3: 6 de abril de 1928, narrada por Jason Compson.

- Parte 4: 8 de abril de 1928, relatada por un narrador en tercera persona, pero desde el punto de vista de Dilsey.

#### Parte 1: 7 de abril de 1928
La primera sección de la novela es narrada por Benjamín Compson (Benjy), el menor de los hermanos Compson y fuente de vergüenza para la familia debido a su autismo / retraso mental (no es explícito uno de ellos en detrimento del otro, ya que Benjy exhibe síntomas de ambos); los únicos personajes que muestran un genuino interés por él son su hermana Caddy y Dilsey, la matriarca de la servidumbre. Su voz narrativa se caracteriza por una inhabilidad por entender la cronología y las leyes de causalidad de los eventos. Como Faulkner dijo en alguna ocasión, para Benjy todo ocurre en el mismo instante. Su sección salta libremente entre eventos acontecidos entre 1898 y 1928, Faulkner intercala el uso de las cursivas para indicar un salto en el tiempo (originalmente tenía pensado usar tinta de diferentes colores para indicar los periodos de tiempo, pero la idea fue tajantemente rechazada por su editor). Esto hace de la narración de Benjy un particular reto para la lectura, sin embargo posee un estilo cadencioso aunque no lineal; además Benjy nos proporciona una mirada interna a las verdaderas motivaciones de varios personajes; ha sido comparado con una cámara debido a que proporciona un punto de vista de todas las acciones pero sin presentar una reacción a las mismas, sólo registra acontecimientos. Esta sección puede ser seguida más fácilmente cuando se establece un sentido del tiempo. De este modo, el tiempo en la narración y la edad de Benjy puede inferirse por cada uno de los criados negros encargados de su vigilancia: Luster en el presente (1928), T.P. durante la adolescencia de Benjy y Versh durante su infancia y niñez.
En esta sección podemos apreciar las tres pasiones de Benjy: el golf, una sección de prado de propiedad de la familia Compson y su hermana Caddy. Pero en 1928, Caddy se había apartado de la casa de los Compson después de divorciarse de su esposo a causa de que el niño que alumbró no era de él y la familia había vendido el prado favorito de Benjy a un club local de golf para enviar a su hermano Quentin a la universidad y para pagar el matrimonio de Caddy. 
La escena que abre la sección narrativa de Benjy comienza con Benjy acompañado por Luster, su cuidador negro, mirando a los golfistas a través de la cerca que bloquea su paso a esa parte del prado, que una vez fuera su lugar favorito. Cuando uno de ellos llama a su caddie, Benjy se embarca en una vorágine de recuerdos de su hermana Caddy, especialmente uno de ellos en particular. En 1898, cuando la abuela de los chicos Compson muere, estos se ven forzados a jugar fuera de la casa sin comprender del todo la escena que se desarrolla en el interior. Para poder ver mejor lo que pasaba al interior, Caddy sube a un árbol y espía desde allí, sus hermanos -Quentin, Jason y Benjy- miran desde abajo y notan los calzones embarrados de Caddy. Faulkner ha dicho que él empezó la novela a partir de esta imagen mental, una niña subida en un árbol mirando al interior de una casa, con sus tres hermanos al pie de dicho árbol. La manera como reacciona cada uno de los niños Compson frente a este evento, da al lector de la novela una primera visión de las tendencias que marcarán la vida de cada uno de ellos. Jason está asqueado, Quentin está cautivado y Benjy parece tener un sexto sentido cuando rompe a berrear (es incapaz de hablar usando palabras) como si sintiera la naturaleza simbólica de la suciedad de Caddy, la que sugiere su posterior promiscuidad sexual. En esta época los niños tienen 7 (Quentin), 6 (Caddy), 4 (Jason) y 3 (Benjy) años. Otros recuerdos importantes en esta sección son el cambio de nombre de Benjy (antes se llamaba Maury, como el hermano de la señora Compson) en 1900 después del descubrimiento de su discapacidad (resuena en un pasaje de la novela la sentencia bíblica respecto al amado hijo menor de la casa de Israel), el matrimonio y divorcio de Caddy (1910) y la castración de Benjy, resultado de la falsa creencia de la familia de que este pudiese atacar y violar a las muchachas del pueblo.
Los lectores tienen frecuentemente problemas para entender esta sección de la novela debido a su lenguaje impresionista, indispensable dado el retardo mental de Benjamin, y sus frecuentes desplazamientos de tiempo y espacio.

#### Parte 2: 2 de junio de 1910
Narrada por Quentin, el más inteligente y el más torturado de los niños Compson. Esta segunda parte es, quizás, el más bello ejemplo de la narrativa experimental Faulkneriana. En esta sección observamos a Quentin, un recién ingresado a la universidad de Harvard, deambulando por las calles de Cambridge, reflexionado sobre la muerte y sobre la condena moral a la que la familia ha sometido a su hermana Caddy. Como en la primera sección, el relato no es estrictamente lineal, aunque los hilos conductores de la estancia de Quentin en Harvard por un lado y sus recuerdos por otro son claramente discernibles.
Quentin está focalizado en Caddy, a quien ama inconmensurablemente, y por cuyo amor él se siente inmensamente culpable. Quentin le cuenta a su padre que él ha tenido relaciones incestuosas con Caddy, pero su padre sabe que está mintiendo ("and he did you try to make her do it and I I was afraid to I was afraid she might and then it wouldn't do any good"(112)). La idea de Quentin del incesto gira en torno a la idea de que si ellos "could just have done something so dreadful that they would have fled hell except us" (51). De tal modo que él podría haber protegido a su hermana uniéndose a ella ante cualquier castigo que ella hubiera sido obligada a sufrir, aunque Faulkner especifica muy bien en el apéndice que Quentin no ama el cuerpo de Caddy. En su cabeza Quentin siente la responsabilidad de cargar con los pecados de ella como si fueran suyos. Poco después del viaje de Quentin a Harvard en otoño de 1909, Caddy queda embarazada de Dalton Ames a quien Quentin confronta. Los dos pelean con el resultado de una catastrófica derrota para Quentin y con Caddy jurando no volverle a hablar nunca más a Ames a causa de la afrenta infligida a su hermano. Embarazada y sola, Caddy se casa entonces con Herbert Head, a quien Quentin encuentra repulsivo pero Caddy está resuelta: Ella debe casarse antes del nacimiento de su hija, pero Herbert Head descubre que la niña no es suya y se deshace infamantemente de madre e hija. Los vagabundeos de Quentin a través de Cambridge corren paralelamente a los pensamientos de su dolorido corazón por haber perdido a Caddy. Se encuentra con una niña pequeña que no habla inglés, hija de inmigrantes italianos, a la que significativamente llama “hermana” y pasa la mayor parte del día tratando de comunicarse en vano con ella, hasta ser incluso acusado de secuestrarla. Finalmente, Quentin se suicida saltando del río Charles después de haber cargado con peso su saco. Una placa en el puente conmemora la vida y muerte de Quentin.
Si muchos lectores principiantes encuentran dificultades para entender la sección de Benjy, también muchos llegan a considerar la sección de Quentin casi-imposible. No solo por el entramado cronológico de los eventos, sino también porque frecuentemente (especialmente hacia el final) Faulkner se desentiende de la gramática, ortografía y la puntuación, lo que da como resultado series inconexas de palabras, frases y oraciones que no tienen separaciones que indiquen dónde terminan las unas y dónde comienzan las otras. Estas confusiones se deben a la intensa depresión y al estado mental alterado que aquejan a Quentin. Por lo tanto se da el caso irónico de que Quentin resulta un narrador más indigno de confianza que su hermano Benjy. Debido a su asombrosa complejidad, esta sección es la más frecuentemente estudiada por los especialistas.

#### Parte 3: 6 de abril de 1928
La tercera parte es narrada por Jason, el menos simpático de los niños Compson. De los tres hermanos que narran, su relato es el más directo, lo que refleja su frío y omnipresente deseo de riqueza material. Para 1928, Jason es el pilar económico de la familia después de la muerte de su padre, mantiene a su madre Caroline, a su hermano Benjy, y a su sobrina Miss Quentin (la hija adolescente de Caddy), así como a toda la familia de sirvientes. Este rol lo ha hecho cínico y amargado, con pocos rasgos de la apasionada sensibilidad que definieron a su hermano mayor y a su hermana. Jason va tan lejos que chantajea a Caddy, convirtiéndose en el tutor de Miss Quentin, para luego aprovechar su posición y robar así las sumas de dinero que envía Caddy para el sustento de su hija, haciéndole creer además a su madre, mediante unos cheques falsos que ella quema, que por dignidad no reciben el dinero de la mujer que trajo la vergüenza a la familia. 
Esta es la primera sección del libro que está narrada de modo lineal, siguiendo el devenir del Viernes Santo, un día en el que Jason abandona su trabajo para espiar a su sobrina Quentin, quien se habría escapado del colegio en pos de una aventura con un titiritero. En esta situación podemos ver claramente el conflicto entre los dos rasgos predominantes de la familia Compson (lo que la madre de Jason, Caroline, atribuye a la diferencia entre su sangre y la de su esposo). Por un lado vemos la imprudencia y la pasión de Miss Quentin, heredada de su padre y de su abuelo (el lado Compson); por otro lado, el implacable cinismo de Jason, heredado de su resentida madre. Esta sección también nos da una imagen más clara de la vida doméstica dentro del hogar de los Compson, lo que para Jason y los sirvientes significa el cuidado de Caroline, que es hipocondríaca, y de Benjy, el retrasado mental.

#### Parte 4: 8 de abril de 1928
El 8 de abril de 1928 no fue coincidentemente Domingo de Pascua. Esta sección, la única sin un narrador en primera persona sino en tercera persona omnisciente, una psiconarración que habla desde la mente de Dilsey, la arquetípica matriarca de la familia negra sirviente de los Compson. Ella, en contraste con los decadentes Compson, saca una tremenda cantidad de energía de ella misma y de su fe, y así se erige como una orgullosa figura, casi totémica, frente a una agonizante familia. Puede decirse que Dilsey obtiene su fortaleza de una mirada hacia el exterior, mientras que los Compson devienen débiles debido a una suerte de mirada al interior, en una suerte de implosión hacia ellos mismos. 
Para Pascua, ella lleva a su familia y a Benjy hacia la iglesia de color para el servicio religioso de Pascua de Resurrección. A través de ella podemos ver, en cierto sentido, las consecuencias de la decadencia y la depravación en las que los Compson han vivido durante décadas. Dilsey es tratada mal y abusivamente, sin embargo permanece leal. Ella es la única que cuida de Benjy y lo lleva a la iglesia y trata de salvarlo escatológicamente. El sermón del pastor la lleva al llanto por la familia Compson, haciéndole recordar que ella ha visto la familia hasta su destrucción, de la que ella es testigo.
En el ínterin, la tensión entre Jason y Miss Quentin se incrementa hasta su ineluctable clímax: la familia descubre que Quentin ha huido en medio de la noche junto a un artista de feria; en el proceso ha roto el escritorio de Jason y tomado tanto su dinero (el dinero enviado para ella por Caddy y que Jason había estado robándole) y los ahorros de toda la vida de su codicioso tío. Jason llama a la policía pero no puede decirles que su dinero ha sido robado, porque eso significaría que ha estado escamoteando el dinero de Quentin, por lo que se lanza el mismo en persecución de la muchacha por su propia cuenta, pero pierde su pista cerca de Mottstown.
La novela termina con una poderosa y definitiva imagen. De vuelta de la iglesia, Dilsey permite a su nieto Luster conducir a Benjy en el decrépito carruaje de caballo (otro signo de decadencia) al cementerio. Luster, quien no se ha percatado de que Benjy está tan arraigado en la rutina de su vida que el más mínimo cambio de itinerario es capaz de encolerizarlo, conduce por un camino equivocado alrededor del monumento. Los sollozos histéricos de Benjy y su violento arrebato solo pueden ser aquietados por Jason, el único que sabe cómo aplacar a su hermano. Jason abofetea a Luster, conduce el carruaje por el camino habitual y Benjy vuelve a ser feliz.

## Personajes deEl ruido y la furia
- Jason Compson III (? -1912) – Padre de la familia Compson, un bebedor nihilista (y alcohólico) cuyas opiniones han influenciado profundamente (y atormentado) a su hijo Quentin. El personaje está libremente basado en el político del siglo XIX Jacob Thompson.

- Caroline Bascomb Compson (?-1933) – Esposa de Jason III, una hipocondríaca egocéntrica que aterroriza a sus hijos con su amor asfixiante. Se avergüenza de la enfermedad mental de su hijo Benjamin y siente preferencia por Jason, a quien considera el único que no es Compson.

- Quentin Compson III (1891-1910) – el mayor de los chicos Compson, apasionado y neurótico. Se suicidó en el clímax de la influencia de la filosofía nihilista de su padre y de un amor incestuoso por su hermana Caddy. También es narrador de buena parte de ¡Absalón, Absalón!

- Candace "Caddy" Compson (1892-?) – La segunda de los chicos Compson, Tenaz aunque cariñosa. La única de quien Benjy recibe afecto real y la mejor amiga de Quentin. De acuerdo con el testimonio de Faulkner, ella es la verdadera heroína de la novela. Caddy no tiene una voz propia, sin perjuicio de lo cual accedemos a ella a través de las emociones que sus hermanos desarrollan por ella, por lo que algunos críticos la ven como un catalizador. Faulkner elabora posteriormente en el apéndice una biografía suya con rasgos casi fantásticos, quizás la más novelesca de los personajes que dio vida (llega incluso a ser amante de un jerarca nazi).

- Jason Compson IV (1894-?) – el amargado, racista y misógino tercer chico Compson, trastornado por deudas de dinero y frustraciones sexuales. Trabaja en una tienda rural propiedad de un tipo llamado Earl y se convierte en cabeza de la “casa Compson” en 1912, estuvo robando el dinero de su sobrina durante años.

- Benjamin ("Benjy", nacido Maury) Compson (1895-?) – Discapacitado mentalmente  cuarto chico Compson, quien es fuente constante de vergüenza y aflicción para la familia, a excepción de Caddy quien es la única que lo ama genuinamente.

Algunos puntos de la novela pueden llegar a sugerir una referencia a Cristo en Benjamín:
- Benjamín, al ser discapacitado mental, es incapaz de cometer pecado. Su escape a través de una puerta, mal interpretado como un intento de ataque sexual, puede referir la idea de Jesús como un “hombre perfectamente justo” cuya rectitud (incluso en el momento de ser crucificado) no llega a ser comprendida a pesar de todo.

- Benjamín está celebrando su trigésimo tercer aniversario en la escena inicial de la novela; esta es la edad que tenía Jesús al tiempo de su crucifixión.

- El cumpleaños de Benjamín es el día anterior a Pascua.

- Benjamín berrea o llora cada vez que siente la presencia del pecado o la premonición de él, así ocurre cuando su hermana Caddy, en su infancia, se embarra lo calzones, simbolizando su posterior promiscuidad sexual.

- Dilsey Gibson (?) – la matriarca de la familia de sirvientes, la que incluye a sus tres hijos Versh, Frony, y T.P y a su nieto Luster (el hijo de Frony); quienes sirvieron de cuidadores de Maury/Benjamín (Benjy) a lo largo de su vida. Una observadora imparcial de la destrucción de la familia Compson.

- Quentin Compson (Mujer) – La hija de Caddy, quien va a vivir con los Compson cuando Caroline echa a Caddy de casa. Mientras tanto Jason deviene cabeza de la familia y se encarga de administrar su dinero pero en realidad lo roba durante todos esos años.  Es muy salvaje y promiscua, y finalmente, huye de casa. Frecuentemente es conocida como Quentin II por los lectores para distinguirla de su tío, en memoria del cual la bautizó su madre.

## Espacio
Faulkner inventó un espacio que sirve de asiento a varias de sus novelas. El condado de Yoknapatawpha y el pueblo imaginario de Jefferson. Este espacio representa el sur de los Estados Unidos con sus familias importantes, que serían los protagonistas de la novela. En él hay una serie de oposiciones internas que van surgiendo y cuyos personajes son definidos por el espacio mismo. Esto influyó, por ejemplo, a la creación de Macondo en García Márquez y la ciudad mítica de Santa María en la obra de Onetti. Son espacios globales compuestos por diferentes personajes y que representan un valor simbólico en donde se reencarnan los valores y contravalores que el autor desea representar.

## La crítica literaria
Existe consenso entre la crítica literaria en lo relativo a considerarla entre una de las grandes novelas norteamericanas, frecuentemente considerada entre los cien mejores libros de todos los tiempos. Recientemente fue seleccionada por la Modern Library como la sexta novela más importante en lengua inglesa del siglo XX. Además, desempeñó un papel importante en la concesión del premio Nobel de literatura de 1949 a Faulkner.
La fuerte aceptación de la novela se debe en gran medida a la técnica de su construcción: la asombrosa habilidad de Faulkner de recrear literariamente los rasgos de la mente humana, incluso de las más anormales. En este sentido constituye un importante aporte al desarrollo de la técnica conocida como libre fluir de la conciencia. 
El ruido y la furia también puede ser leída, como la gran parte de las obras de Faulkner, como un microcosmos del cual el sur es el todo. Faulkner estaba muy preocupado por la manera como los ideales del viejo sur podrían ser mantenidos y preservados en la época de la posguerra civil. Vista desde esta luz, la decadencia de la familia Compson puede ser interpretada como un examen de la corrosión de la moral tradicional solo para ser reemplazado por el desamparo de la modernidad. Los personajes más fascinantes son también los más trágicos; ni Caddy ni Quentin podrían sobrevivir dentro del contexto de la sociedad tradicional cuyos valores rechazan tanto como pueden. Esto nos deja a Jason implacable pero competentemente pragmático, quien mantiene el statu quo de permanente y languidesciente declive, como es el final de la novela.
También hay ecos de temas existenciales en la novela, como sostiene Sartre en su famoso ensayo sobre Faulkner. Muchos personajes han sido desarrollados sobre la base de fuentes clásicas, bíblicas y literarias. Algunos creen que Quentin (como Darl de “mientras agonizo”) está basado en Hamlet y Caddy en Ofelia, Benjamín recibe su nombre por el hermano de José del Génesis, etc.
Por otro lado, hay que agregar cómo la crítica académica ha defendido que gracias a esta novela y a las innovaciones de Faulkner se generó gran parte de la literatura del boom latinoamericano, siendo fuerte su influencia sobre todo en Gabriel García Márquez y en Juan Carlos Onetti.

## El tema del tiempo
El tratamiento y representación que Faulkner dio al tiempo en esta novela fue saludado, en su tiempo, como revolucionario. Faulkner sugiere que el tiempo no es una constante u objetivamente una entidad, y que los humanos pueden interactuar con él en una gran variedad de formas. Benjy no tiene conciencia del tiempo y no puede distinguir entre pasado y presente. Su discapacidad le permite encontrar conexiones entre el presente y el pasado que los otros no pueden ver y le permite escapar de las obsesiones de los otros Compson relativas a la pasada grandeza asociada a la familia. Quentin, en contraste está atrapado en el tiempo, incapaz de moverse más allá de las evocaciones de ese pasado. En un intento por asir el tiempo fugitivo y los recuerdos de la filosofía de vida de su padre, rompe el reloj que ha heredado de aquel. Su tictac continúa embrujándolo sin embargo, aun sin manecillas sigue simbolizando el continuo devenir del tiempo. Desgarrado por la filosofía cínica de su padre que no pretende nada en realidad, y que niega significado real a palabras como virginidad, tiempo y eternidad, Quentin sacrifica su vida entera para probar que su padre está equivocado. Después de fracasar en ello, se siente desengañado, y esto combinado con su obsesión por el tiempo, lo lleva finalmente al suicidio. A despecho de su hermano, Jason no se preocupa por el pasado. Él está obsesionado por el presente y por el futuro inmediato. Para Jason, el tiempo solo sirve para usarlo en su provecho personal y no puede ser desperdiciado. Dilsey es quizás el único personaje que está en paz con el tiempo. A diferencia de los Compson quienes tratan de escapar del tiempo o de aprovecharlo en su beneficio, Dilsey comprende que su vida es sólo una partícula en el implacable transcurso del tiempo y de la historia.

## Estilo
Según un análisis de Rómulo Parra, «existen varios aspectos que hicieron de El ruido y la furia una obra revolucionaria desde el punto de vista literario en su época y que marcaron tendencia. Por una parte, la forma de tratar el pasado, presente y futuro como uno solo, desprovisto de orden, y que se basa en la concepción de William Faulkner de que el tiempo es percibido por cada persona de una manera diferente, no necesariamente en forma cronológica.
»En segundo lugar, la combinación de narraciones, en boca de diferentes protagonistas y, en consecuencia, con tonos distintos. Ello hace que la personalidad de aquellos se desvele de manera natural, sin que tenga que ser explicada por un narrador omnisciente.
»Por último, William Faulkner llena El ruido y la furia de innumerables simbolismos, que han sido interpretados de disímiles formas. Así, varios críticos ven alegorías bíblicas y otros señalan semblanzas con los personajes de William Shakespeare, por ejemplo.»

## Discurso
Se puede considerar que el discurso se divide en dos bloques: los monólogos y el discurso cuando aparece la figura del narrador omnisciente en el último bloque y nos cuenta la historia desde el punto de vista de Dilsey, sin hablar ella en primera persona. Básicamente el tiempo definitorio es el presente, el aquí y ahora de la conciencia. Esto es lo que se conoce como el libre fluir de la conciencia. El monólogo busca imitar el desenvolvimiento de la conciencia, no hay linealidad exacta, es todo un vaivén que refleja la evolución del pensamiento. El discurso de Benjamin refleja su propio pensamiento como discapacitado mental que carece de método de razonar, sin tener un sentido de causa y efecto. Es muy fragmentario y consiste en sus impresiones y sensaciones que rompen con el orden cronológico. El monólogo de Quentin está muy bien articulado, reflejando así personalidad intelectual, sin embargo, poco a poco se vuelve cada vez fragmentario a la vez que su depresión y confusión es más profunda. El de Jason es muy lineal e inteligible y se caracteriza también por sus obsesiones que vuelven una y otra vez. Finalmente en el cuarto bloque se nos cuenta la historia a través de un narrador en tercera persona que se sitúa en la conciencia de Dilsey y aparece el pasado, además de aclarar y concretar los huecos que los monólogos han dejado. Es el más lineal aunque refluye una y otra vez los motivos.

## Adaptaciones
- Adaptación cinematográfica de 1959, dirigida por Martin Ritt. Reparto formado por Yul Brynner, Joanne Woodward, Margaret Leighton, Stuart Whitman, Ethel Waters, Jack Warden y Albert Dekker. La película tiene pocas semejanzas con la novela; es más bien una adaptación libre, que se centra sobre todo en las relaciones familiares y no tanto en el mundo interior y la problemática de los personajes.

- En 2014 se realizó una nueva adaptación, dirigida por James Franco, quien también interpreta el papel de Benjy Compson. El elenco de actores está formado por Jacob Loeb en el personaje Quentin Compson, Joey King como Miss Quentin, Tim Blake Nelson como Mr. Compson, Loretta Devine en el papel de Dilsey, Ahna O'Reilly como Caddy Compson y Scott Haze como Jason Compson. La película fue presentada, fuera de concurso, en el Festival de Cine de Venecia y, posteriormente en el Festival de Cine Internacional de Toronto. Sin embargo, no ha sido estrenada en cines y está planeada su comercialización en video en el año 2015. Esto puede ser debido a las malas críticas recibidas.

Así, queda demostrado cómo la complejidad de la novela la hace difícil de llevar a la gran pantalla, ya que a través de este formato resulta problemático trasladar la personalidad y el mundo interior de los personajes, rasgos que se destacan en la novela de Faulkner.